# De Kruispad
De Kruispad is een buurtschap in de gemeente Zundert in de Nederlandse provincie Noord-Brabant. Het ligt in het oosten van de gemeente tussen Rijsbergen en Hazeldonk.